# En ny jul
En ny jul är ett julalbum av den svenske sångaren Magnus Carlsson, släppt 26 november 2001 på skivmärket Mariann . Det är hans första soloalbum, och återutgavs 2009 på skivmärket Freestar med titeln "En ny jul: Special Edition" .

## Låtlista

### Utgåvan 2001
1. När en stjärna faller
2. Mitt vinterland
3. It May Be Winter Outside
4. Happy X-Mas
5. Himmel i advent (No Ordinary World) ((Åsa Jinder spelar nyckelharpa))
6. Finns det mirakel (duett med Elisabeth Andreassen)
7. White Christmas
8. All I Want For Christmas Is You
9. Änglarna i snön
10. Himlens alla stjärnor ser på
11. Christmas Time
12. Nu är julen här
13. Happy, Happy Year For Us All (med Alcazar & Golden Hits-ensemblen)
14. It's Just Another New Year's Eve

### Utgåvan 2009
Utgiven som CD1: En Ny jul: Special Edition i julboxen Christmas - Deluxe Edition.
1. När en stjärna faller
2. Mitt vinterland
3. It May Be Winter Outside
4. Happy X-Mas
5. Himmel i advent (No Ordinary World) ((Åsa Jinder spelar nyckelharpa))
6. Finns det mirakel (duett med Elisabeth Andreassen)
7. White Christmas
8. All I Want For Christmas Is You
9. Änglarna i snön
10. Himlens alla stjärnor ser på
11. Christmas Time
12. Nu är julen här
13. Happy, Happy Year For Us All (med Alcazar & Golden Hits-ensemblen)
14. It's Just Another New Year's Eve
15. Bonus Track: My Grown-Up Christmas List
16. Bonus Track: Låt Julen Förkunna ("Happy X-mas (War Is Over)" Svensk Version)
17. Bonus Track: Jag Drömmer Om En Jul Hemma ("White Christmas" Svensk Version)
18. Bonus Track: It Is Christmas Night ("Nu Är Julen Här" Engelsk Version)

## Singlar

### Mitt vinterland
1. Mitt vinterland
2. Finns det mirakel (duett med Elisabeth Andreassen)

## Listplaceringar
| Lista (2001) | Topplacering |
| ------------ | ------------ |
| Sverige      | 17           |